# Чарльз Мартін (письменник)
Чарльз Мартін (англ. Charles Martin; 3 листопада 1969) — американський письменник. Насамперед відомий як автор роману «Гора між нами» (2010). 6 жовтня 2017 року світ побачила однойменна екранізація, яку здійснила кінокомпанія «Двадцяте Століття Фокс».

## Біографія
Народився 3 листопада 1969 року на Півдні Сполучених Штатів. Здобув ступінь бакалавра з англійської мови в Університеті штату Флорида, а згодом також ступінь магістра з журналістики та докторський ступінь з комунікацій в Регентському університеті. З 1999 року займається виключно письменницькою діяльністю. Разом із своєю дружиною Крісті та трьома дітьми живе поблизу річки Сент-Джонс в Джексонвіллі, Флорида.

## Переклади українською
- Чарльз Мартін. Гора між нами. — Х. : КСД, 2017. — 352 с. — ISBN 978-617-12-3872-5.
- Чарльз Мартін. Коли плачуть цвіркуни. — Л. : Свічадо, 2012. — 336 с. — ISBN 978-966-395-583-4.